# Cavareno
Cavareno (Ciavarén in noneso) è un comune italiano di 1 120 abitanti della provincia autonoma di Trento in Trentino-Alto Adige.

## Geografia fisica
Si trova a circa 1000 m di altitudine, sul terrazzo dell'Alta Anaunia o alta Val di Non.

## Storia
Cavareno è nominato la prima volta quale Cauareno in un documento relativo ai possedimenti del monastero dei canonici regolari di San Michele all'Adige databile al 1174.
Non sono molto antiche le testimonianze storiche relative a Cavareno. Un altro documento nel quale si nomina il paese è del 1200. Ridotte sono testimonianze archeologiche più antiche.
Una origine suggestiva del nome “Cavareno” fa riferimento ad un’ara di calcare rosso delle dimensioni di cm 34 × 29 murata all’interno della chiesa parrocchiale di Romeno, presso la piccola porta laterale di sinistra. Non si conosce con precisione la località di rinvenimento, né l'anno in cui esso avvenne. L’iscrizione, descritta per la prima volta dal Roschmann nel 1756, è la seguente: D D Cavav C C p l l m e così viene per lo più interpretata: D(eo) D (omi) n (o) Cavav/io C(aius) C( ex / vo( to) p( osuit) l (aetus) l (ibens) m(erito). Molte sono state le interpretazioni del testo. Lo storico di Fondo Vigilio Inama preferì la lettura D(eo) D(omi)n(o) Cavavio. Si tratterebbe di un dio barbarico, una divinità retica o gallica. Per altri autori il termine Cavav indicherebbe il nome della famiglia committente. L’assonanza tra Cavav e il nome del paese di Cavareno ha indotto alcuni autori a ritenere che Cavareno sia paese antico, preromano, dedicato ad una divinità o abitato da una gente “Cavarina” che nominò il villaggio di origine. Non esistono prove a conferma, ma ai Cavarenesi queste ipotesi non sono dispiaciute e, nel 1928, al momento di creare lo stemma comunale, si pensò di utilizzare un’ara romana.
Tra i primi documenti in cui si trova citato Cavareno si ricorda la Charta della Regola che sancisce di fatto l'esistenza di una Communitas o Universitas locale. La copia più antica di tale documento risale al 1632.
Cavareno appartenne al Principato Vescovile di Trento e fu zona di confine nelle dispute secolari che hanno opposto quest'ultimo ai conti del Tirolo per il possesso della zona.

### Dopo la prima guerra mondiale
Con la fine del controllo egemonico dei Principi vescovo di Trento a causa della fine età napoleonica, Cavareno (chiamata nelle carte geografiche tirolesi Kabarren) e tutta la zona che coincide con l'attuale Provincia autonoma di Trento passò sotto il dominio dell'Impero austro-ungarico. Con la fine della prima guerra mondiale venne siglato il Trattato di Saint-Germain-en-Laye del 1919, con il quale la provincia di Trento (che originariamente era chiamata Tirolo italiano o Welschtirol) passò all'Italia.
Nel 1928 furono soppressi diversi comuni dell'Alta Anaunia; i territori di Ruffré, Ronzone, Sarnonico e Seio furono assegnati al comune di Cavareno.
Nel 1952 Ruffré, Ronzone e Sarnonico riacquistarono l'autonomia municipale. Nel 1964, dopo apposito referendum, la frazione di Seio fu staccata da Cavareno per essere assegnata al comune di Sarnonico.

### Simboli
Lo stemma e il gonfalone sono stati concessi con regio decreto del 19 luglio 1929.
Il gonfalone è un drappo interzato in palo di bianco, di rosso e di bianco.

## Monumenti e luoghi d'interesse

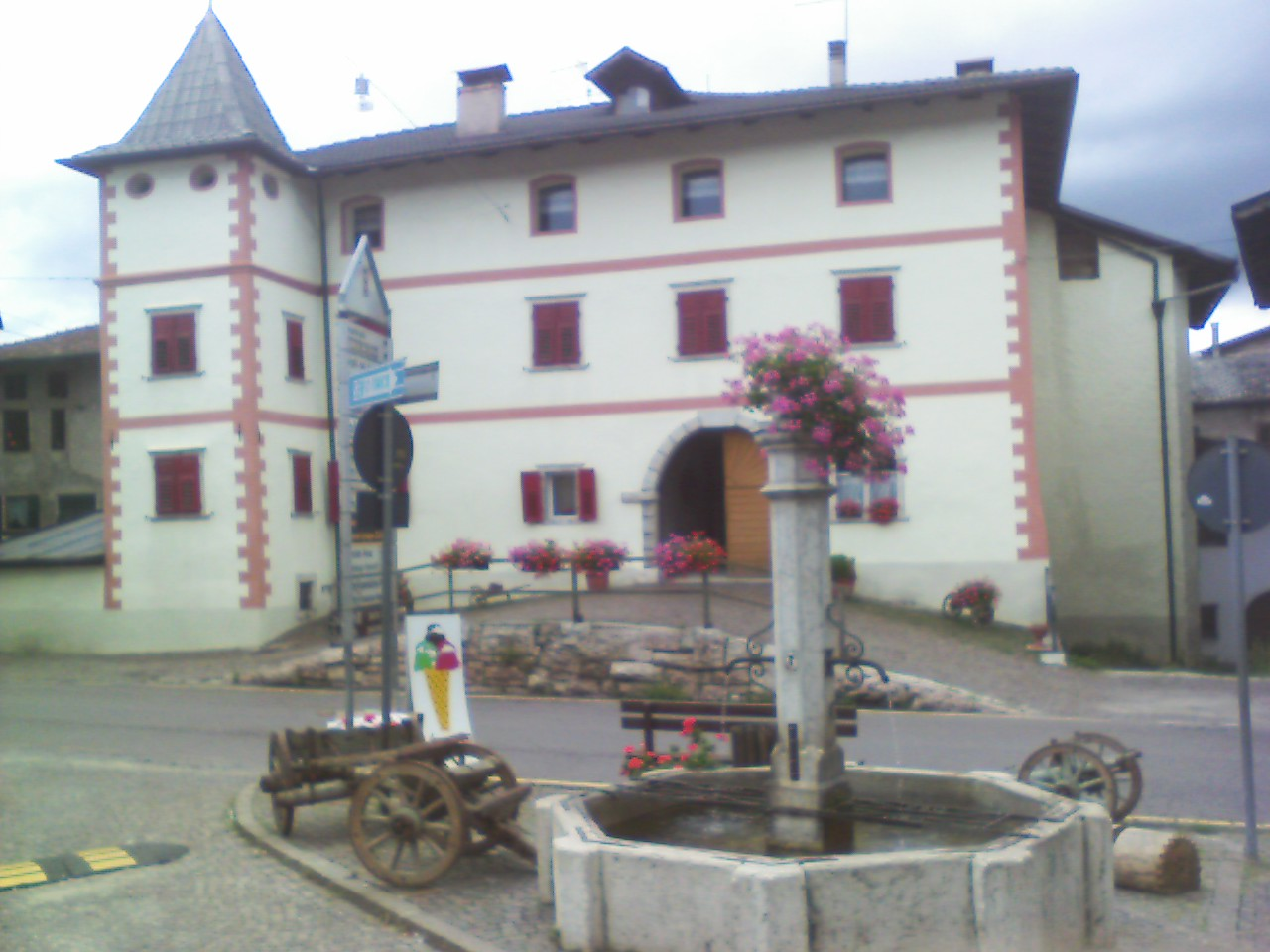
Palazzo Tevini

- Chiesa di Santa Maria Maddalena: parrocchiale edificata nel tardo Ottocento. All'interno contiene un ciclo della via Crucis opera dell'artista locale Mattia Lampi ed una pala del figlio di costui, Giovanni Battista.
- Nella parte opposta della piazza, troneggia il campanile della vecchia chiesa (XVI sec.) Il meccanismo dell'orologio, realizzato da Simone Battocletti nel 1890, è uno splendido manufatto metallico tuttora funzionante.
- Chiesa dei Santi Fabiano e Sebastiano. Struttura romanica fine I millennio, più volte rimaneggiata. All'interno sono conservati un ciclo di affreschi del XV secolo ed un altare gotico con pala del XVI secolo.
- Castel de Campi, palazzo del XIV secolo, con torricelle a sporto su mensole di pietra di stile clesiano è strutturato su tre piani, arricchito da bifore sulle facciate laterali. Sul lato principale, sito a est, si possono ammirare: lo splendido portale sovrastato dallo stemma scolpito in pietra della nobile famiglia de Zinis, il grande affresco al centro della facciata raffigurante lo stemma della nobile famiglia de Campi.
- Palazzo de Zinis, palazzo del XVI secolo, sede dell'amministrazione comunale.
- Palazzo ex Tevini, ora Visintin, XVI secolo, con torretta.

## Società

### Evoluzione demografica
Abitanti censiti

### Lingue e dialetti
Nel censimento del 2001, 149 abitanti su 923 del comune si sono dichiarati ladini. Mentre in quello tenutosi nel 2011, 144 abitanti su 1037 di Cavareno si sono dichiarati appartenenti al gruppo linguistico ladino, una cifra pari al 13,9% della popolazione residente. Nell'ultimo censimento tenutosi nel 2021, 196 abitanti su 1117 di Cavareno (il 17,5% della popolazione) si sono dichiarati ladini. 

### Tradizioni e folclore
- Festa della Charta della Regola il primo fine settimana di agosto. In quest'occasione Cavareno si trasforma in borgo medioevale, i lavori artigianali e agricoli prendono possesso di angoli pittoreschi, di "corti", vicoli e aie e l'intera popolazione diventa attrice della sua storia. Il visitatore fatica a non pensare di essere stato risucchiato dalla macchina del tempo e spedito in un'altra epoca. Anche le cerimonie religiose riscoprono il passato e la Santa Messa della domenica riscopre i canti Gregoriani e, mentre le campane suonano come un tempo, la processione del voto, anch'essa in costume, pervade ogni animo con le sue profonde suggestioni.

## Economia

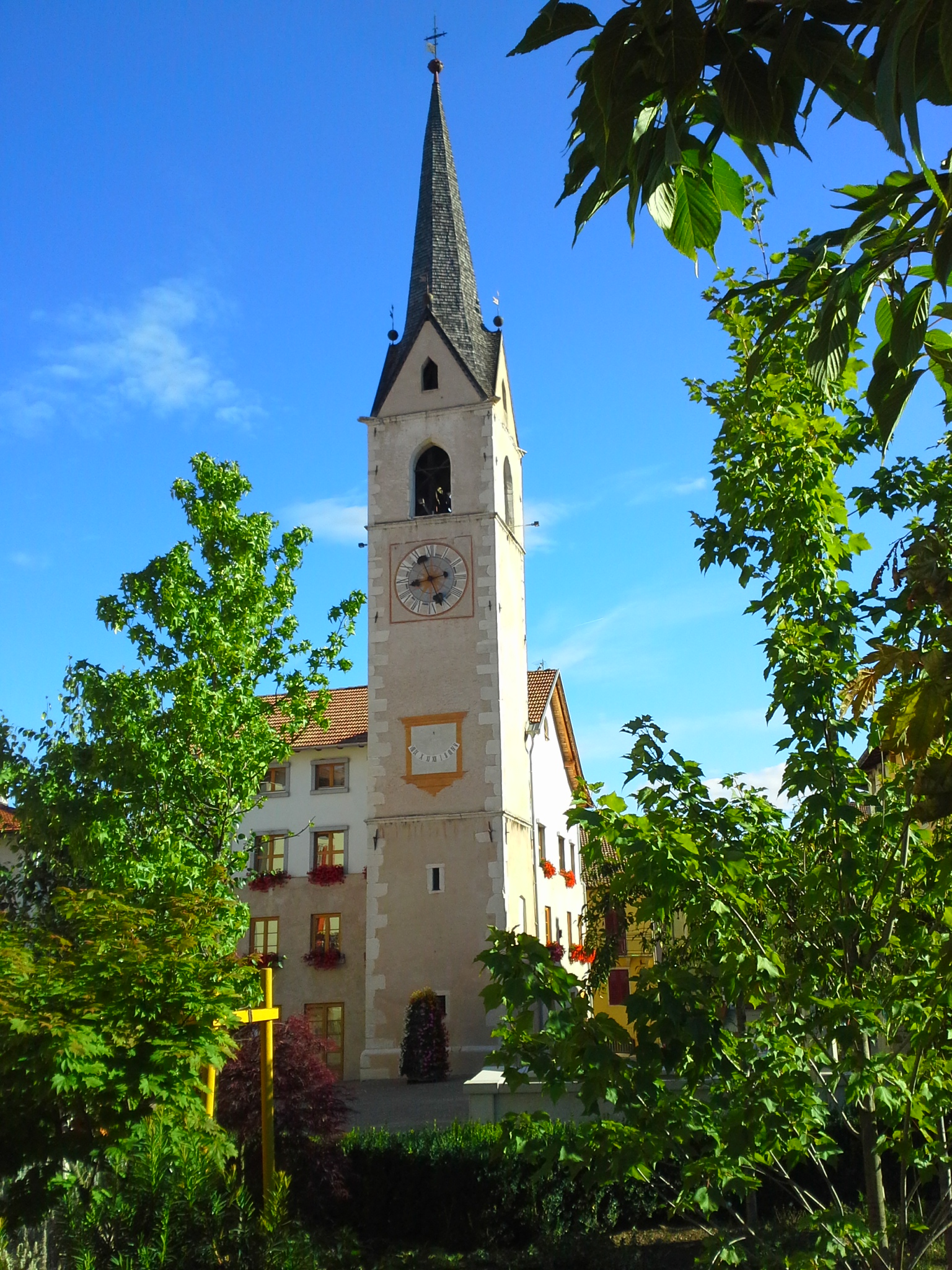
Campanile di Cavareno visto da piazza G. Prati

I suoi abitanti vivono di artigianato, commercio, agricoltura, zootecnia e industria.
Nel 2018 Cavareno si aggiudica la dodicesima edizione del Premio Comuni Virtuosi, tra i 50 comuni finalisti e le oltre 250 progettualità pervenute nei termini previsti dal bando promosso dall'Associazione Comuni Virtuosi con il patrocinio del Ministero dell'ambiente, ISPRA, ANCI, Borghi Autentici d'Italia, Agenda 21 Italia.

## Infrastrutture e trasporti
Posta lungo la strada statale 43 dir della Val di Non Cavareno disponeva, fra il 1909 e il 1934, di una propria fermata lungo la Tranvia Dermulo-Fondo-Mendola.

## Bibliografia

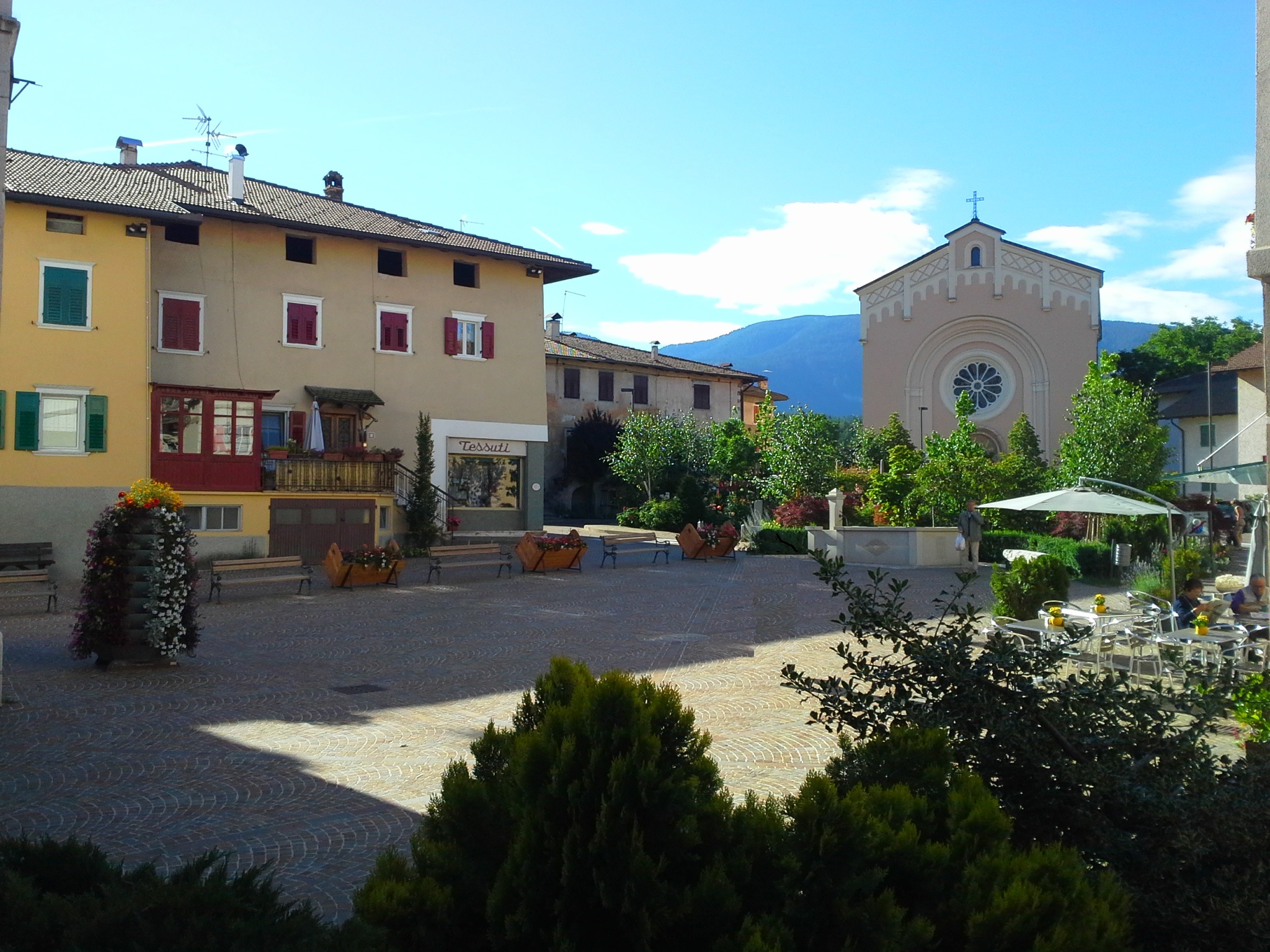
La chiesa parrocchiale

## Amministrazione
| Periodo           | Periodo           | Primo cittadino       | Partito      | Carica  | Note   |
| ----------------- | ----------------- | --------------------- | ------------ | ------- | ------ |
| 1995              | 2000              | Costantino Pellegrini | Lista civica | Sindaco |        |
| 2000              | 2005              | Costantino Pellegrini | Lista civica | Sindaco |        |
| 9 maggio 2005     | 16 maggio 2010    | Matteo Pancheri       | Lista civica | Sindaco |        |
| 17 maggio 2010    | 10 maggio 2015    | Gilberto Zani         | Lista civica | Sindaco | [ 14 ] |
| 11 maggio 2015    | 20 settembre 2020 | Gilberto Zani         | Lista civica | Sindaco |        |
| 21 settembre 2020 | in carica         | Luca Zini             | Lista civica | Sindaco |        |